# Spilosmylus sumatranus
Spilosmylus sumatranus är en insektsart som beskrevs av Krüger 1914. Spilosmylus sumatranus ingår i släktet Spilosmylus och familjen vattenrovsländor. Inga underarter finns listade i Catalogue of Life.